# 기성전 (대한민국)
기성전(棋聖戰)은 현대자동차 후원으로 열렸던 대한민국의 바둑 기전이다. 1990년에 1회 대회를 시작해서 2008년 19회 대회를 마지막으로 잠정 중단된 상태였으나 최종 폐지했다.

## 역대 우승자
| 회수 | 연도        | 우승        | 전적      | 준우승      |
| ---- | ----------- | ----------- | --------- | ----------- |
| 1    | 1989 ~ 1990 | 조훈현 九단 | 4 - 2     | 유창혁 四단 |
| 2    | 1990 ~ 1991 | 유창혁 四단 | 4 - 1 - 1 | 조훈현 九단 |
| 3    | 1991 ~ 1992 | 조훈현 九단 | 4 - 2     | 유창혁 五단 |
| 4    | 1992 ~ 1993 | 이창호 六단 | 4 - 3     | 조훈현 九단 |
| 5    | 1993 ~ 1994 | 이창호 六단 | 4 - 0     | 조훈현 九단 |
| 6    | 1994 ~ 1995 | 이창호 七단 | 4 - 3     | 조훈현 九단 |
| 7    | 1995 ~ 1996 | 이창호 七단 | 4 - 0     | 조훈현 九단 |
| 8    | 1996 ~ 1997 | 이창호 九단 | 4 - 2     | 최명훈 五단 |
| 9    | 1997 ~ 1998 | 이창호 九단 | 2 - 1     | 조훈현 九단 |
| 10   | 1998 ~ 1999 | 이창호 九단 | 2 - 0     | 목진석 四단 |
| 11   | 1999 ~ 2000 | 이창호 九단 | 2 - 1     | 최규병 九단 |
| 12   | 2000 ~ 2001 | 이창호 九단 | 3 - 1     | 유창혁 九단 |
| 13   | 2001 ~ 2002 | 이창호 九단 | 3 - 2     | 목진석 六단 |
| 14   | 2002 ~ 2003 | 이창호 九단 | 3 - 2     | 조훈현 九단 |
| 15   | 2003 ~ 2004 | 최철한 六단 | 3 - 1     | 이창호 九단 |
| 16   | 2004 ~ 2005 | 박영훈 九단 | 3 - 2     | 최철한 九단 |
| 17   | 2005 ~ 2006 | 박영훈 九단 | 3 - 0     | 안조영 九단 |
| 18   | 2006 ~ 2007 | 박영훈 九단 | 2 - 0     | 최철한 九단 |
| 19   | 2007 ~ 2008 | 박영훈 九단 | 2 - 1     | 백홍석 五단 |